# 周希貴
周希貴（15世紀—16世紀），字子良，號北塘，江西南康府安義縣安義里人，明朝政治人物。

## 生平
周希貴是嘉靖二十五年（1546年）丙午科江西鄉試舉人，授石首教諭，四十四年（1565年）陞井研知縣，為政嚴明，鋤強扶弱，興學造士，在兵荒期間嚴行保甲、賑濟流移，縣民得以安寧，又上陳邊儲交至布政使司，免去遠運苦況，免除無井鹽課三百餘兩，士民感恩戴德，陞麻哈州知州，抑制土官使苗族人歸誠，陞武定同知，管大理銀廠稅，革除羨餘萬金，辭官回鄉後撫姪如親子，入祀鄉賢祠。

## 引用
1. 1 2  同治《安義縣志·卷九·人物志》：周希貴，字子良，號北塘，安義里人，賦性剛方，禔躬耿直，初任石首教諭，陞井研令，勦白蓮社，減竈丁，入祀名宦，陞麻哈知州，抑制土官，穀苖輸心，轉陞雲南武定府同知，管大理銀廠稅，革除萬金，厯官二十餘載清介不易，居家撫姪如子，杜跡公門，生平毫無疵議，崇祀鄉賢。 同上（陳志）
2. ↑  同治《安義縣志·卷七·選舉》：鄉舉……明……嘉靖二十五年丙午科 周希貴 安義里人，見仕籍，省志作希賢，舊志按周氏家乘改正，府志同
3. ↑  乾隆《井研縣志·卷五·官師志》：周希貴，嘉靖間任，賦性公直，蒞政嚴明，扶弱鋤強，興學造士，當兵荒之時嚴保甲、賑流移，民賴以安，條陳邊儲交納布政司免遠運之苦，議蠲無井鹽課三百餘兩，豎官房取租充補祭需，實心實政士民感慕，陞麻哈知州，官至長史。